# Thomas Janeschitz
Thomas Janeschitz est un footballeur autrichien né le 22 juin 1966, qui évoluait au poste d'attaquant en club et en équipe d'Autriche.

## Palmarès

### En équipe nationale
- 1 sélection et 0 but avec l'équipe d'Autriche en 1993.

### Avec le Kremser SC
- Vainqueur de la Coupe d'Autriche de football en 1988.
- Vainqueur du Championnat d'Autriche de football D2 en 1989.